# Aithed
Un aithed (trad. dall'irlandese aithed o aitheda o aithedha :  «ratto verso l'aldilà», «morte», «fuga d'amore», «volo» ) è un componimento poetico della letteratura irlandese del X secolo, derivante da elementi celtici.
Un esempio di aithed consiste nella narrazione popolare di Gráinne e Diarmaid: Gráinne era moglie del capo clan, e gettò un incantesimo sul nipote Diarmaid, costringendolo a fuggire nei boschi insieme a lei, dove i due divennero amanti. Questa storia avrebbe poi contribuito allo sviluppo del mito di Tristano e Isotta. Altre storie, come quella di Ginevra, avrebbero contribuito ad alimentare il ciclo romanzesco delle vicende di Re Artù.